# Ставропольские туркмены
Ставропольские туркмены или трухмены (туркм. Ставропол түркменлери) — этнографическая группа туркмен численностью свыше 15 тыс. человек (2010 г., перепись), проживающая на северо-востоке Ставропольского края (Туркменский и север Нефтекумского района), а также в селе Эдельбай Благодарненского района. Предки трухмен переселились в конце XVII — начале XVIII века с полуострова Мангышлак, отделившись от туркменских племён чоудор, игдыр и союнаджи (в другой транскрипции чавдуровский, эгдыровский и сайнаджиевский). Это родовое деление сохранялось у ставропольских туркмен до начала XX века и российские губернские власти долгое время уважали эту традицию.

## История формирования
Появление туркмен на территории нынешнего Ставропольского края обусловлено тем, что в 1609 году при приходе калмыков в прикаспийские степи, часть покорённых мангышлакских туркмен была причислена к телохранителям торгутского хана Хо-Урлюка. Первоначально ставропольские туркмены кочевали вместе с калмыками. Письменные источники фиксируют присутствие туркмен на правом берегу Волги уже в 1653 году. В середине 1680-х годов часть мангышлакских туркменов была насильно переселена ханом Аюкой в Поволжье. С калмыцкими ханами их отношения складывались непросто. К примеру, в 1771 году часть переселившихся за Волгу туркмен, была насильно уведена мятежным калмыцким ханом Убаши в Китай, который протестовал против усиления Российского государства в низовьях Волги. Но за рекой Яик 340 туркменских семей бежали и возвратились назад в теперь уже российские владения, где российские власти позволили им кочевать от Волги до реки Кумы на Северном Кавказе.
В 1793 году Мангышлак покинула вторая волна эмигрантов-туркмен. Но представители этой волны до Ставрополья уже не дошли и осели в дельте Волги. Таким образом сформировались астраханские туркмены. Их ряды продолжали пополняться отдельными кочевыми туркменскими семьями вплоть до 1813 года, когда, по свидетельству П. И. Небольсина, в низовьях Волги поселилась последняя группа из 600 мангышлакских туркмен.

### Переход на оседлость
С 1825 года существовало Туркменское приставство Ставропольской губернии с двумя центрами: в Летней и Зимней ставках. В 1827 году туркмены Юга России были освобождены от воинской повинности. После 1825 года, в связи с массовым переселением в Ставрополье русских крестьян, губернские власти начали пытаться упорядочить жизнь кочевников. По данным 1854 года зимой туркмены кочевали по течению р.Кума от Михайловского озера до озера Акал, вглубь степей на 40 верст до земель ачикулак-джембулуковского и едисанского народов, по урочищам Огуз, Тюбе, Амур, Хорунь, Дожлань, а летом - по левой стороне р. Кума, рекам Маныч и Калаус, по землям калмыков Малодербетовского и Большедербетовского улусов по Пятигорским и Ставропольским урочищам: Арзгир, Кок-Айгур, Маштак-Кулак, Кучерли, Юзунь-Дожнга, Маки и Кеста.
Упадок традиционного кочевого скотоводства среди туркмен был постепенным процессом. Так, в 1863 году в Верхнем Барханчаке туркмены организовали первый аул, получивший название Баш-оба или Баш-агыл (то есть главное или начальное селение, загон), включавший в себя 708 хозяйств. По данным этнографа Володина, к 1902 году местные туркмены жили уже в 13 оседлых аулах, насчитывавших 2072 дома и 11 тысяч жителей. Кочевой образ жизни продолжала вести уже меньшая их часть: 5,5 тысяч.
До революции среди трухмен существовала определённая имущественная дифференциация. Наиболее известен местный предприниматель Муса-Аджи Эшеев (Ишеев), у которого работало около 1500 человек. Он выстроил кирпичный дом в восточном стиле, сохранившийся к 2011 году. Эшеев торговал мукой, керосином, маслом, поставлял в русскую армию в Первую мировую войну ахалтекинских скакунов. Рядом с его домом стояла юрта, а также мазанки для работников и приезжих, аптека, мельница, маслозавод и мыловарня, оборудование для которых было привезено из Франции.

### Советский период
В 1917 году Туркменское приставство преобразовано в Туркменский уезд, который стал в 1920 году Туркменским районом с центром в селе Летняя Ставка. В рамках политики коренизации готовили национальные кадры: к 1933 году 80-85 % работников Туркменского райисполкома были туркменами, во всех туркменских аулсоветах председателями и секретарями были представители этой группы населения.
Коллективизация привела к тому, что часть бывших туркменских богачей бежала за реку Куму, в Дагестан, где ими были основаны аулы, существующие поныне. В 1956 году Туркменский район был ликвидирован, но в 1970 году восстановлен в новых границах.

## Родо-племенное деление
Исторически делились на тайпы (народности). Полевые исследования 2007—2011 годов показали, что племенное деление сохранилось и играет некоторую роль. Даже в одном селении представители разных туркменских народностей предпочитают селиться отдельно. Так, аул Озек-Суат делится на
Верхний, где живут союнаджи (их в селе около 30 %) и игдыры (10 %), и на Нижний, где живут човдуры — их примерно 60 %. Чувство «племенной» солидарности имеет реальное значение, используется в конкуренции за доступ к административным ресурсам. Желание видеть во
власти представителя именно своего клана проявилось во время выборов в местные органы власти. По словам жителей Озек-Суата, в результате завязалась нешуточная предвыборная борьба, имели место и конфликтные ситуации. Об остроте межклановой конкуренции можно судить по высказываниям некоторых жителей аула о том, что главой местной администрации желательно было бы видеть не туркмена, а русского, который бы был нейтральной фигурой по отношению ко всем туркменам, как это было до середины 2000-х годов.

## Совет старейшин и самоуправление
Ещё в царское время у туркмен существовали выборные аксакалы, которые помогали приставу. Полевые исследования 2007 и 2011 годов показали, что помимо органов местного самоуправления, большую роль у ставропольских туркмен играет Совет старейшин. Этот орган избирается на собраниях, которые проходят на кладбищах. Избирателями являются взрослые мужчины от 30 лет (может прийти отец с сыновьями), обязательно присутствие на собрании хотя бы одного представителя от каждого дома. В Совет старейшин входят пожилые и активные мужчины, значительную роль играет мулла. Функции Совета достаточно обширны — проведение общественных работ (к примеру, как организовать водопой для скота), и сбор денег на общие нужды (например, на строительство мечети или дороги), оказание помощи односельчанам (например, собирают деньги для вдовы, или кому-то на поездку, или если сын отделяется от родителей, или помогают провести газ). Также совет разбирает тяжбы между жителями, наказывает провинившихся, порой даже берёт на себя функции органов правопорядка, воздействуя на нарушителей своими методами, не прибегая к помощи полиции. Есть туркменские сёла, где самоуправление практически полностью регулирует общественную жизнь. Так, аулы Уллуби-Юрт и Махач входят в сельскую администрацию, центр которой — в ногайском селе Каясула, расположенном в 25 км от этих аулов. По словам местных жителей, сельская администрация не обращает никакого внимания на жизнь туркменских аулов, не выделяет денег на благоустройство и строительство дороги. Поэтому все проблемы приходится решать самим жителям, которые поддерживают порядок и не допускают конфликтов. Внутреннее самоуправление характерно для бригад туркмен, отправляющихся на заработки в гарнизон Ханкалы и на северные стройки. Туркмены образуют бригады, поддерживают друг друга и общий порядок: могут выслать своего товарища обратно за неблаговидное поведение, например, за пристрастие к алкоголю.

## Занятия
Традиционные занятия — скотоводство (овцы, козы, лошади, крупный рогатый скот, верблюды), изготовление ковров, иных изделий из шерсти. Полевые исследования 2007 и 2011 годов показали, что среди мужчин-туркмен Ставрополья распространена трудовая миграция. Большая часть мужчин-туркмен из Туркменского района уезжала в Ханкалу, в российский гарнизон. Мужчины из туркменских аулов Нефтекумского района отправлялись на заработки в Тюменскую область. До 90 % молодых мужчин Озек-Суата, Уллуби-юрта и аула Махач работали на стройках газо- и нефтепроводов в Тюмени, Тынде, Норильске и других сибирских районах. Это, по словам жителей, «чисто туркменский, местный проект»: одновременно организованно выезжали и там работали по 300—400 человек из аулов.

## Язык
Язык трухмен — диалект туркменского языка, c заметным влиянием языка ногайцев, c кочевьями которых граничили кочевья трухмен. Ставропольским туркменам ближе язык Ташауза и Чарджоуского велаята, и они плохо понимают туркменский язык, на котором идёт телевещание из Ашхабада.
Полевые исследования конца 2000-х — начала 2010-х годов показали, что в семье ставропольские туркмены разговаривают на родном языке, в том числе молодёжь. Практически все туркмены в совершенстве владеют русским, то есть они полностью двуязычны, за исключением незначительного числа очень пожилых женщин.
Преподавание туркменского языка осуществлялось до революции — например, с 1913 года туркменский язык преподавали в школе аула Озет-Суат. В 1920-е годы почти в каждом туркменском ауле были открыты национальные школы и библиотеки, с 1930 года на туркменском языке выходила районная газета. В 1965 году обучение родному языку в школах было прекращено.
В 1990-е годы несколько человек были отправлены в Ашхабад для получения специальности «туркменский язык», литературный вариант которого изучался в школах Ставрополья до начала 2000-х гг., а в некоторых аулах (например, в Эдельбае) и несколько позже. Однако впоследствии сфера использования туркменского языка сузилась — с середины 2000-х в Ставропольском крае на нём нет ни одной радиопередачи или телепрограммы, нет печатных изданий. Обучение (кроме школы аула Озек-Суат, где туркменский изучают факультативно) ведётся только на русском языке.

## Религия
Верующие — преимущественно мусульмане-сунниты. Полевые исследования 2007 и 2011 годов показали, что почти в каждом ауле есть мечеть, а мулла играет важную роль в общественной жизни. Однако ревностного соблюдения обрядов не было выявлено. Из 34 респондентов посещали мечеть десять человек, из которых половина — молодые женщины. Мусульманский пост держали только двое из опрошенных. Строительство мечетей и деятельность мулл осуществлялось за счёт добровольных пожертвований. На мечеть собирают деньги два раза в год; все, независимо от религиозных убеждений, считали долгом поучаствовать в пожертвовании, подаянии. Отмечали два основных мусульманских праздника (Уразу и Курбан), в эти дни мужчины приходят на кладбище, чтобы помолиться за усопших и где обсуждают общественные дела.

## Материальная культура
Исследователь О. Брусина отмечает, что несмотря на всё своеобразие культуры туркмен Ставрополья, именно культура Туркмении является для них эталоном. Традиционный костюм ставропольских туркмен значительно отличается от костюма среднеазиатских туркмен, но полевые исследования 2007 и 2011 годов показали, что российские туркмены, посетив Туркмению, приобретают там национальную одежду стандартизированного (текинского) образца. Там же заказывают одежду и для своих народных танцевальных ансамблей, для выступлений всадников и для участников традиционной борьбы гореш. Хотя эти наряды имеют мало общего с традиционными костюмами ставропольских и астраханских туркменов, к ним относятся как к символу укрепления национального духа.

## Антропологический облик
Трухмены отличаются от туркмен Туркмении большей монголоидностью и более светлой пигментацией, что связано с межнациональными браками.

## Численность и расселение

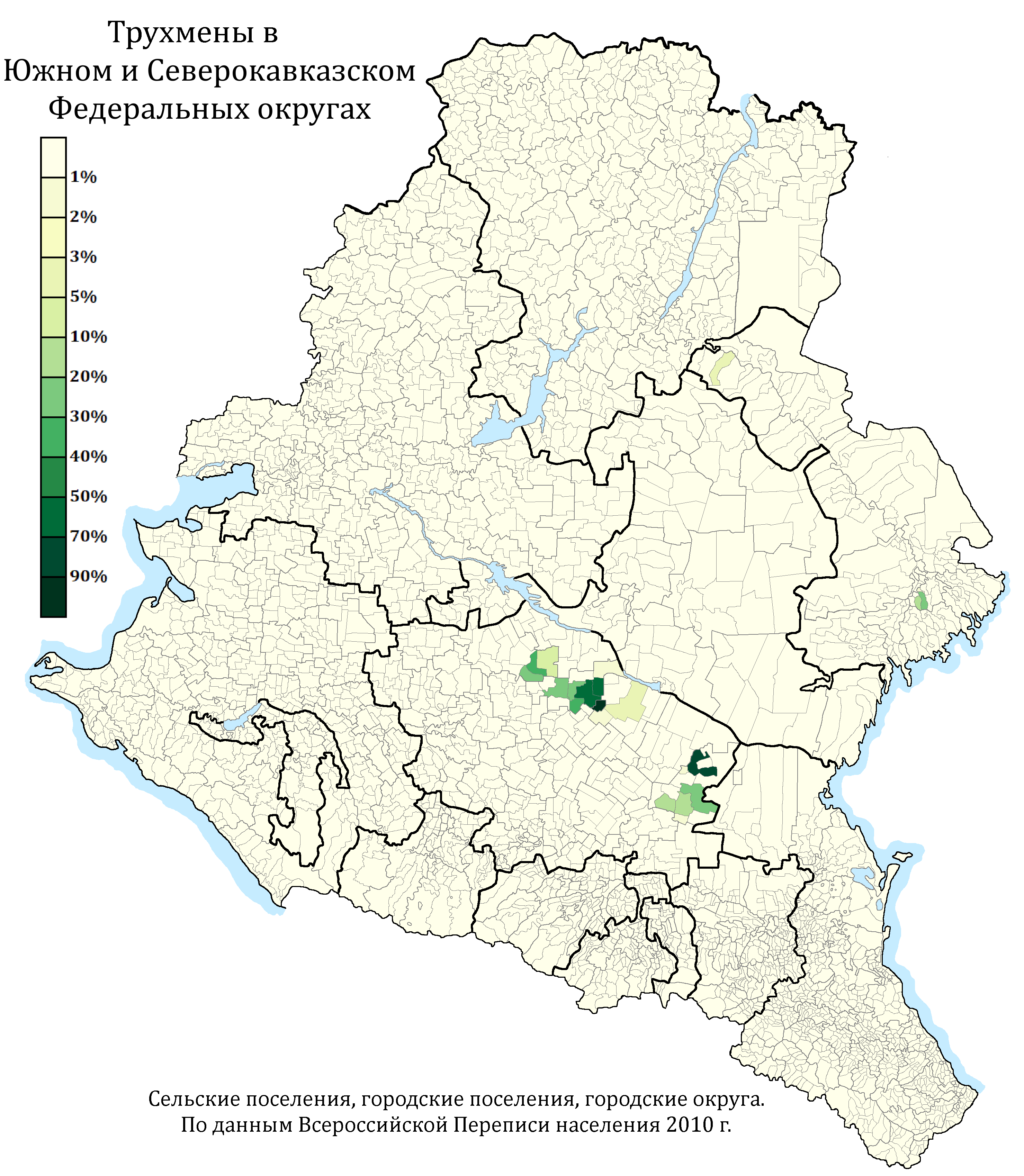
Расселение туркмен в ЮФО и СКФО по городским и сельским поселениям в %, перепись 2010 г.

При переписи населения 2002 года трухмены учитывались вместе с туркменами (вместе более 33 тыс.), хотя за несколько веков раздельного проживания трухмены значительно отдалились от своих собратьев из Туркмении. В Ставропольском крае тогда было зарегистрировано 13,9 тыс. туркмен (0,48 %). Перепись 2010 года зафиксировало присутствие в крае 15 048 туркмен. Они являются девятым по численности народом края с долей в 0,54 %.

### Расселение
- Нефтекумский район — 5116 (7,44 %)[источник?]
- Туркменский район — 4373 (17,9 %)[источник?]
- Арзгирский район — 540 чел. (1,95 %)[источник?]

## Связи с Туркменией
Ставропольские туркмены поддерживают связи с Туркменией: в этой стране побывало несколько делегаций, в ауле Эдельбай в 2009 г. был установлен привезённый из Ашхабада бронзовый бюст классика туркменской поэзии Махтумкули. В Ашхабад для участия в фестивалях несколько раз приглашались народные танцевальные и музыкальные ансамбли ставропольских и астраханских туркмен. Массовой миграции в Туркмению нет: дорогие билеты и требуется виза. Полевые исследования показали, что ставропольские туркмены через спутниковые антенны смотрели передачи из Ашхабада, а большинство опрошенных хотело бы посетить эту страну, но поездки туда единичны.